# Avengers: Secret Wars
Avengers: Secret Wars es una próxima película de superhéroes estadounidense basada en el equipo de superhéroes de Marvel Comics, los Vengadores. Producida por Marvel Studios y AGBO, y distribuida por Walt Disney Studios Motion Pictures, pretende ser la secuela de Avengers: Doomsday (2026), la sexta película de la Hexalogía de Avengers y la película número 43 en el Universo cinematográfico de Marvel (UCM). La película está siendo escrita por Michael Waldron.
En julio de 2022 se anunciaron dos nuevas películas de Avengers, The Kang Dynasty y Secret Wars, como la conclusión de la Fase Seis y "La Saga del Multiverso". Waldron se unió a la película en octubre.
Avengers: Secret Wars está programada para estrenarse el 17 de diciembre de 2027 en los Estados Unidos, como la última película de la Fase Seis y de la Saga Del Multiverso del UCM.

## Reparto
- Vanessa Kirby como Sue Storm / Mujer invisible: Miembro de los Cuatro Fantásticos y esposa de Reed Richards, que puede generar campos de fuerza y volverse invisible[1]
- Anthony Mackie como Sam Wilson / Capitán América: Un vengador y ex paracaidista que fue entrenado por el ejército en combate aéreo usando una mochila alar especialmente diseñada[2]
- Ebon Moss-Bachrach como Ben Grimm / La cosa: El mejor amigo de Richards, exastronauta y miembro de los Cuatro Fantásticos, encerrado en una capa de roca naranja, otorgándole fuerza y durabilidad sobrehumanas[1]
- Joseph Quinn como Johnny Storm / Antorcha Humana: hermano de Sue y miembro de los Cuatro Fantásticos que puede controlar el fuego y volar[1]
- Pedro Pascal como Reed Richards / Mister Fantástico: científico muy inteligente y líder de los Cuatro Fantásticos que puede estirar cualquier parte de su cuerpo a grandes distancias[1]
- Robert Downey Jr. como Victor von Doom / Doctor Doom[3]
- Benedict Cumberbatch como Dr. Stephen Strange: Un neurocirujano que se convirtió en Maestro de las Artes Místicas tras un accidente automovilístico que le quitó la vida[4]
- Hayley Atwell como Peggy Carter[5]

## Producción

### Desarrollo

#### Trabajo inicial
Discutiendo la adquisición de 21st Century Fox por parte de Disney, que vio el regreso de los derechos cinematográficos de Deadpool, los X-Men y los Cuatro Fantásticos a Marvel Studios, Joe Russo, codirector de Avengers: Infinity War (2018) y  Avengers: Endgame (2019) con su hermano Anthony Russo, dijo en abril de 2018 que sería interesante presentar esos personajes al Universo cinematográfico de Marvel (UCM) utilizando una película de Secret Wars que reúne diferentes personajes y realidades. Secret Wars es el nombre de un evento cruzado de cómics de 1984–85 escrito por Jim Shooter y  una historia del cómic Secret Wars 2015-16 escrita por Jonathan Hickman que siguen a varios personajes de Marvel que convergen en el planeta Battleworld. En abril de 2019, los escritores de Infinity War y Endgame Christopher Markus y Stephen McFeely dijeron que volverían a escribir una película de Secret Wars si los hermanos Russo la dirigieran. Joe Russo volvió a discutir la idea en julio de 2020, dijo que "ejecutar algo en la escala de Infinity War estaba directamente relacionado con el sueño de Secret Wars, que es aún mayor en escala". En agosto de 2021, Shooter dijo que los ejecutivos de Marvel habían intentado conseguir los derechos de su historia de "Secret Wars" y asumió que estaban planeando una adaptación cinematográfica, aunque Marvel no lo confirmó. La película Doctor Strange en el multiverso de la locura (2022), parte de la Fase Cuatro del UCM que siguió a Endgame, introduce la idea de "Incursiones" donde un universo destruye otro dentro del multiverso. Esta fue una idea clave en el cómic "Secret Wars" de 2015. El escritor de la película, Michael Waldron, comparó esto con presentar a Thanos al UCM mucho antes de que se convirtiera en el villano principal de "The Infinity Saga" (que agrupaba las primeras tres fases del UCM).
En julio de 2022, los hermanos Russo reiteraron que eran fanáticos de los cómics de "Secret Wars", pero dijeron que no tenían planes de dirigir una versión cinematográfica. La pareja añadió que tendrían que considerar las implicaciones de tal proyecto porque sería una "empresa enorme" y hacer Infinity War y Endgame ya había sido muy difícil. En la San Diego Comic-Con de ese mismo mes, el presidente de Marvel Studios Kevin Feige anunció las películas Avengers: The Kang Dynasty y Avengers: Secret Wars, que se lanzarán el 2 de mayo de 2025 y el 7 de noviembre de 2025, respectivamente. Las películas estaban programadas para concluir la Fase Seis del UCM y completar "The Multiverse Saga", que cubre las Fases Cuatro, Cinco y Seis. Feige comparó las películas con Infinity War y Endgame, que concluyeron "The Infinity Saga". Dijo que muchos de los proyectos de la Fase Cuatro se habían desarrollado para la historia más amplia de "The Multiverse Saga", y esto continuaría durante las Fases Cinco y Seis. Añadió que los hermanos Russo no dirigirían Secret Wars, pero Marvel Studios estaba buscando otro proyecto en el que trabajar con la pareja. A diferencia de Infinity War y Endgame, se esperaba que  The Kang Dynasty y Secret Wars tuvieran directores diferentes; Destin Daniel Cretton iba a dirigir The Kang Dynasty poco después del anuncio de la Comic-Con. Marvel Studios se reunió con posibles escritores para la película en septiembre de 2022. Waldron fue considerado el favorito debido a que el estudio confió en él después de que escribió Multiverse of Madness y creó la serie de televisión de Disney+ Loki. Fue contratado para escribir el guion de la película a principios de octubre. Poco después, la fecha de estreno se retrasó hasta el 1 de mayo de 2026. Se reveló que Jonathan Majors retomaría su papel del UCM de Kang el Conquistador en enero de 2023.
Después del arresto de Majors en marzo de 2023 y las posteriores acusaciones de agresión, Marvel Studios aún no había discutido la eliminación del actor del UCM para el mes siguiente, y estaba Todavía está vinculado a protagonizar The Kang Dynasty y Secret Wars. Según se informa, Disney estaba monitoreando la situación. En junio, el estreno de la película se retrasó hasta el 7 de mayo de 2027, en parte debido a que el guion no estaba listo antes la huelga del Sindicato de Guionistas de Estados Unidos de 2023. En octubre, Joanna Robinson, coautora del libro MCU: The Reign of Marvel Studios, que fue lanzado ese mes, dijo que el libro incluía una cita de Feige que implicaba que "Secret Wars" se estaba desarrollando para servir como un reinicio parcial del UCM, permitiendo a Marvel Studios mantener lo que era trabajando, eliminando lo que no estaba y recuperando personajes que el público pensaba que "se habían ido para siempre". El mes siguiente, Tatiana Siegel en Variety informó que los ejecutivos de Marvel Studios habían discutido la posibilidad de traer de vuelta al elenco original de Vengadores, incluido Robert Downey Jr. como Tony Stark / Iron Man y Scarlett Johansson como Natasha Romanoff / Black Widow después de que esos personajes murieran en Endgame. Feige negó que habían discutido la idea. Siegel también informó que los ejecutivos de Marvel Studios habían comenzado a discutir planes alternativos para la The Multiverse Saga debido a los problemas legales de Majors, incluido el giro para centrarse en otro antagonista del cómic como Doctor Doom; ya se esperaba que ese personaje fuera un antagonista importante, si no el antagonista principal, en Secret Wars. A mediados de noviembre, el dúo de directores Justin Benson y Aaron Moorhead expresaron interés en dirigir Secret Wars después de haber dirigido episodios de la serie Moon Knight de Marvel Studios. (2022) y la segunda temporada de Loki (2023). Poco después, Cretton renunció como director de The Kang Dynasty , y se informó que Marvel ahora quería un escritor y un director que pudiera desarrollar tanto The Kang Dynsty como Secret Wars como un final de dos partes para la saga del multiverso. El periodista Jeff Sneider sugirió que Marvel cambiara el título de las películas como Secret Wars, partes uno y dos, creyendo que esta era una forma conveniente de generar entusiasmo por las películas y al mismo tiempo evitar más preguntas sobre la participación de Majors.
A mediados de noviembre, Markus y McFeely supuestamente habían estado actuando como "asesores no oficiales" en Marvel Studios durante varios meses. Waldron fue contratado para reescribir el guion de La dinastía Kang , junto con su trabajo en Secret Wars, a finales de mes. En diciembre, Majors fue despedido por Disney y Marvel Studios después de que fuera declarado culpable de acoso y agresión imprudente en el tercer grado. No se sabía si Marvel cambiaría el personaje de Kang o reenfocaría sus planes en un nuevo villano, pero para entonces el estudio había comenzado a referirse internamente a The Kang Dynsty como Avengers 5. Sneider pronto informó que, como había sugerido anteriormente, Marvel Studios estaba desarrollando ahora Secret Wars como una "película gigante de cinco horas" dividida en dos partes, con un año de duración entre sus estrenos, y que el estudio estaba buscando un director para las películas.

#### Nuevo trabajo
Los comentaristas señalaron que el número #5 del cómic Secret Wars de 2015 se puede ver en un tráiler de la película de la Fase Cinco Deadpool & Wolverine (2024) que se estrenó en febrero de 2024. Esa película está protagonizada por Ryan Reynolds como Wade Wilson / Deadpool, Hugh Jackman como Logan / Wolverine y varios otros actores que repiten sus papeles de la serie de películas X-Men de 20th Century Fox u otras películas anteriores de Marvel, como parte de una historia multiverso que sirve como tributo a las películas de Marvel de Fox.
Marvel Studios contactó a Downey para que volviera al MCU y se hiciera cargo del nuevo personaje de Victor von Doom / Doctor Doom. El actor había hecho una audición para ese papel en la película de Fox Los Cuatro Fantásticos (2005) antes de ser elegido para interpretar a Iron Man en el MCU. Feige quería que Downey regresara a la franquicia y discutieron la idea de que interpretara al Doctor Doom antes del estreno de Quantumania en febrero de 2023. Feige dijo que el estudio llegó a sentir, incluso antes de los problemas legales de Majors, que Kang "no era lo suficientemente grande, no era Thanos", y que el personaje adecuado para servir como antagonista principal de la Saga del Multiverso era el Doctor Doom, a quien finalmente tuvieron acceso tras la adquisición de Fox. Dijo que elegir a Downey era un plan a largo plazo para "tomar a uno de nuestros mejores personajes y utilizar a uno de nuestros mejores actores". El estudio le hizo repetidas ofertas al actor, pero Downey dijo que solo regresaría si los hermanos Russo también regresaban como directores. Feige y Downey les presentaron la idea a los hermanos Russo varias veces, pero se mostraron reacios a regresar, sintiéndose "creativamente agotados" por sus anteriores películas del MCU. Joe Russo agregó que el proceso de rodaje, completar y promocionar múltiples películas del UCM en un corto período de tiempo había sido intenso y físicamente agotador para la pareja. Después de que McFeely se acercara a los Russo con una idea para las películas que los entusiasmaba, iniciaron conversaciones preliminares para dirigir Avengers 5 y Secret Wars a mediados de julio de 2024. Para entonces, había quedado claro que Levy no estaba interesado en regresar al UCM tan pronto después de Deadpool & Wolverine. Matthew Belloni de Puck informó que la agencia de talentos Creative Artists Agency sugirió a Greg Berlanti y Noah Hawley a Marvel Studios como posibles directores para ambas películas, pero fueron rechazados por Feige. Downey firmó Un acuerdo para interpretar a Doctor Doom a finales de julio. Sneider informó que aparecería en la película del UCM Los Cuatro Fantásticos: primeros pasos (2025) antes de protagonizar las próximas películas de Avengers.
En la Comic-Con de San Diego, a finales de julio de 2024, se confirmó que los hermanos Russo dirigirían las dos próximas películas de Avengers. Revelaron que Avengers 5 ahora se titularía Avengers: Doomsday, y que ambas películas presentarían a Downey como el Doctor Doom, quien, según ellos, era necesario para hacer justicia a la historia de Secret Wars. Los Russo estaban produciendo Doomsday y Secret Wars a través de su productora AGBO, McFeely se había hecho cargo del guion de ambas películas, y el rodaje estaba previsto para principios de 2025 en Londres. Markus no regresó para coescribir las películas, y en su lugar optó por centrarse en dirigir proyectos para AGBO. La reunión de Marvel Studios, Downey y los hermanos Russo fue considerada por los expertos de la industria como un regreso a lo que había funcionado en el pasado y una "combinación perfecta de tiempo y de que todos estuvieran en la misma página". En respuesta a los anuncios de la SDCC, Majors dijo que estaba "desconsolado" por la decisión de seguir adelante con las películas sin él y dijo que estaba abierto a regresar al MCU como Kang si Marvel Studios alguna vez quería explorar más al personaje. En mayo de 2025, Disney retrasó el estreno de Doomsday al 18 de diciembre de 2026 y de Secret Wars al 17 de diciembre de 2027, para permitir más Tiempo para que se complete la producción.
Se informó que los Russo y Downey ganarían 40 y 50 millones de dólares, respectivamente, por cada película. Se esperaba que recibieran bonificaciones según el rendimiento en taquilla de las películas, con la posibilidad de que el salario de Downey se duplicara. Downey también negoció viajes en jet privado, seguridad personal dedicada y múltiples remolques en los sets de rodaje como parte de su acuerdo. Después de ganar un total de 500 a 600 millones de dólares por sus apariciones anteriores en el UCM, no se esperaba que Downey aceptara un salario con descuento.

### Guion
El libro MCU: The Reign of Marvel Studios (2023) de Robinson, Dave Gonzales y Gavin Edwards, incluye una cita de Feige que, según Robinson, implicaba que Secret Wars sería un reinicio parcial del UCM, lo que permitiría a Marvel Studios conservar lo que funcionaba, eliminar lo que no y recuperar personajes que el público creía "desaparecidos para siempre". Feige dijo en noviembre de 2024 que los personajes de las películas de X-Men de Fox seguirían apareciendo en el MCU hasta Secret Wars, que introduciría una "nueva era de mutantes y de los X-Men"; The Wall Street Journal informó que Doomsday y Secret Wars introducirían una nueva versión de los X-Men en el UCM, y Feige tenía un plan decenal para estos personajes. En julio de 2025, Feige confirmó que Secret Wars "reiniciaría" el UCM con una nueva "línea temporal singular" y que se presentaría un nuevo equipo de X-Men. Evitó usar el término "reinicio", argumentando que era una "palabra aterradora" que significa cosas diferentes para cada persona. Añadió que existía la posibilidad de que otros personajes del UCM también tuvieran un nuevo reparto, ya que sentía que esto era inevitable.
Reconociendo la preocupación por el creciente tamaño del UCM, los hermanos Russo afirmaron que también les había costado mantenerse al día con la gran cantidad de proyectos lanzados desde Endgame. Querían restaurar el enfoque de la franquicia en una narrativa central, algo que les había sido importante durante la Saga del Infinito. Aunque Doomsday y Secret Wars son la conclusión de la Saga del Multiverso, los Russo vieron ambas películas como un nuevo comienzo para el UCM, en contraste con la historia final que contaron con Infinity War y Endgame. Feige reiteró esto, diciendo: "Endgame, literalmente, trataba sobre finales. Secret Wars trata sobre comienzos". Los hermanos Russo confirmaron en marzo de 2025 que el evento Secret Wars de 1984-85, con el que crecieron, y la historia de "Secret Wars" de 2015-16 servirían como "inspiración suelta" para las películas.

### Preproducción
En junio de 2024, Deadline Hollywood describió la primera de las dos películas como un reparto más conjunto que las anteriores de Avengers, que se centraban principalmente en un grupo principal de Vengadores. Existía la posibilidad de que más de 60 actores repitieran sus papeles en el UCM, incluyendo personajes consolidados de la Saga del Infinito junto con los más recientes de la Multiverse Saga, aunque Feige advirtió que no todos los nuevos personajes de la Multiverse Saga podrían aparecer en ambas películas. Al igual que en Infinity War y Endgame, se utilizaron tarjetas magnéticas para registrar qué personajes y actores estaban disponibles para las películas.
A finales de julio en la SDCC, se anunció la elección de Robert Downey Jr. como Victor von Doom / Doctor Doom para ambas películas. Habló de cambiar de Tony Stark / Iron Man a Doom, diciendo que disfrutaba retratando personajes complejos y que su papel en las películas era "nueva máscara, misma tarea". Diferentes historias dentro de Marvel Comics han visto a Stark y Doom intercambiar cuerpos, y Doom asume el manto de Iron Man en la serie de cómics Infamous Iron Man de 2016-17 de Bendis y Alex Maleev. El anuncio del casting de Downey llevó a especulaciones sobre si interpretaría una variante de Stark de un universo alternativo o si su recasting sería ignorado en la historia de las películas. También en la convención, se dijo que los miembros del reparto de las películas del UCM Thunderbolts* y Los Cuatro Fantásticos: primeros pasos repetirían sus papeles en las próximas dos películas de Avengers, incluyendo a los actores principales de los Cuatro Fantásticos: Pedro Pascal como Reed Richards / Mister Fantástico, Vanessa Kirby como Sue Storm / Mujer Invisible, Joseph Quinn como Johnny Storm / Antorcha Humana, y Ebon Moss-Bachrach como Ben Grimm / La Cosa. Benedict Cumberbatch dijo que aparecería en ambas películas de Avengers, con un papel central en Secret Wars. Mackie dijo que también estaría en ambas películas.

### Rodaje
La fotografía principal está programada para comenzar a mediados de 2026, aproximadamente un año después de finalizar el rodaje de Doomsday, y durará aproximadamente seis meses.

## Estreno
Avengers: Secret Wars está programada para estrenarse en Estados Unidos el 17 de diciembre de 2027. Originalmente estaba programado para estrenarse el 7 de noviembre de 2025, pero se retrasó al 1 de mayo de 2026 y luego al 7 de mayo de 2027, en parte debido a la huelga del Sindicato de Guionistas de Estados Unidos de 2023, seguido de otro retraso hasta el estreno en diciembre de 2027 para dar más tiempo a que se completara la producción. Será la conclusión de la Fase Seis del UCM.